# Helicodiscus diadema
Helicodiscus diadema é uma espécie de gastrópode da família Endodontidae.
É endémica dos Estados Unidos da América.